# Wolfgang Bischoff
Wolfgang Bischoff (* 24. Juli 1945 in Magdeburg) ist ein deutscher Herpetologe.

## Leben
Von 1952 bis 1963 besuchte Bischoff die Schule in Magdeburg. Das Abitur blieb ihm jedoch versagt, da er sich im Alter von 15 Jahren mit einem Mitschüler solidarisiert hatte, der Westfernsehen angeschaut hatte. 1963 absolvierte er am Kulturhistorischen Museum in Magdeburg eine Lehre als Präparator, wo er auch eine Anstellung erhielt. Während dieser Zeit gründete er die „Fachgruppe für Terrarienkunde Willy Wolterstorff“ und betreute die Reste der von Günther E. Freytag wiedererrichteten Bestände der Wolterstorff-Sammlung. 1971 war er Mitbegründer der „Arbeitsgruppe Echsen“ in der „Zentralen Arbeitsgruppe Terrarienkunde“ im Kulturbund der DDR, die er von 1973 bis 1976 leitete. 1973 heiratete er Ulla Lüders und 1974 wurde die Tochter Kristina geboren. 1976 stellte er aufgrund des zunehmenden politischen Drucks einen Ausreiseantrag in die Bundesrepublik Deutschland, woraufhin ihm das Museum fristlos kündigte. Anfang 1977 wurde Bischoff verhaftet und wegen staatsfeindlicher Hetze zu zwei Jahren Gefängnis verurteilt. 1978 wurde er von der Bundesregierung freigekauft. 

## Positionen und Ehrenämter
Durch seine langjährige Freundschaft mit Wolfgang Böhme erhielt Bischoff ab Dezember 1978 eine Anstellung in der herpetologischen Abteilung des Zoologischen Museums Alexander Koenig in Bonn. Von 1981 bis 1982 war er dritter Vorsitzender der Deutschen Gesellschaft für Herpetologie und Terrarienkunde (DGHT). Von 1983 bis 1991 war er zweiter Schriftleiter. 1989 war er Mitbegründer der „AG Lacertiden“ in der DGHT. Seit 1990 ist er Herausgeber der Zeitschrift Die Eidechse und von 1992 bis 2007 war er Vorsitzender der AG Lacertiden, wo er 2015 zum Ehrenmitglied gewählt wurde. Von 1991 bis 2000 war er erster Schriftleiter. Von 2001 bis 2020 war er Hauptschriftleiter der Publikationen der DGHT. 27 Jahre war er im Vorstand der DGHT. 2008 wurde er zum Ehrenmitglied der DGHT ernannt.

## Forschung
Bereits in seiner Kindheit hatte Bischoff ein großes Interesse an Zauneidechsen. Als Wissenschaftler bildete die Familie der Echten Eidechsen (Lacertidae) seinen Forschungsschwerpunkt. Ab 1965 unternahm er wiederholt Exkursionen nach Ungarn, Bulgarien, Polen, Russland sowie in die Kaukasus-Staaten Armenien und Georgien. Ab 1978 betrieb er Eidechsenstudien in Südeuropa, auf den Kanarischen Inseln, im Nahen Osten und in Nordwest-Afrika.
Bischoff veröffentlichte seit 1965 mehr als 160 Publikationen, von denen sich der Großteil den Echten Eidechsen widmet. Zu seinen wichtigsten Schriften zählen Die Reptilien der Kanarischen Inseln, der Selvagens-Inseln und des Madeira-Archipels, die im sechsten Band des Handbuchs der Reptilien und Amphibien Europas erschien. Bischoff war Mit-Herausgeber des zweibändigen Werkes Die Geschichte der Herpetologie und Terrarienkunde im deutschsprachigen Raum, das 2011 (Nr. 12) und 2018 (Nr. 27) in der Reihe Mertensiella herauskam.
Bischoff beschrieb die Taxa Phoenicolacerta cyanisparsa, Zootoca vivipara carniolica, Tarentola boettgeri hierrensis, Darevskia derjugini orlowae, Gallotia atlantica mahoratae, Gallotia galloti eisentrauti, Phoenicolacerta kulzeri petraea, Phoenicolacerta kulzeri khazaliensis, Takydromus kuehnei vietnamensis, Teira dugesii selvagensis, Teira dugesii jogeri sowie den Gomera-Gecko (Tarentola gomerensis).

## Dedikationsnamen
Wolfgang Böhme und Abidin Budak benannten 1977 die Unterart Darevskia rudis bischoffi der Kielschwanz-Felseidechse zu Ehren von Wolfgang Bischoff. Ulrich Joger beschrieb 1994 die Unterart Tarentola boettgeri bischoffi des Gestreiften Kanarengeckos.